# Епархия Регенсбурга

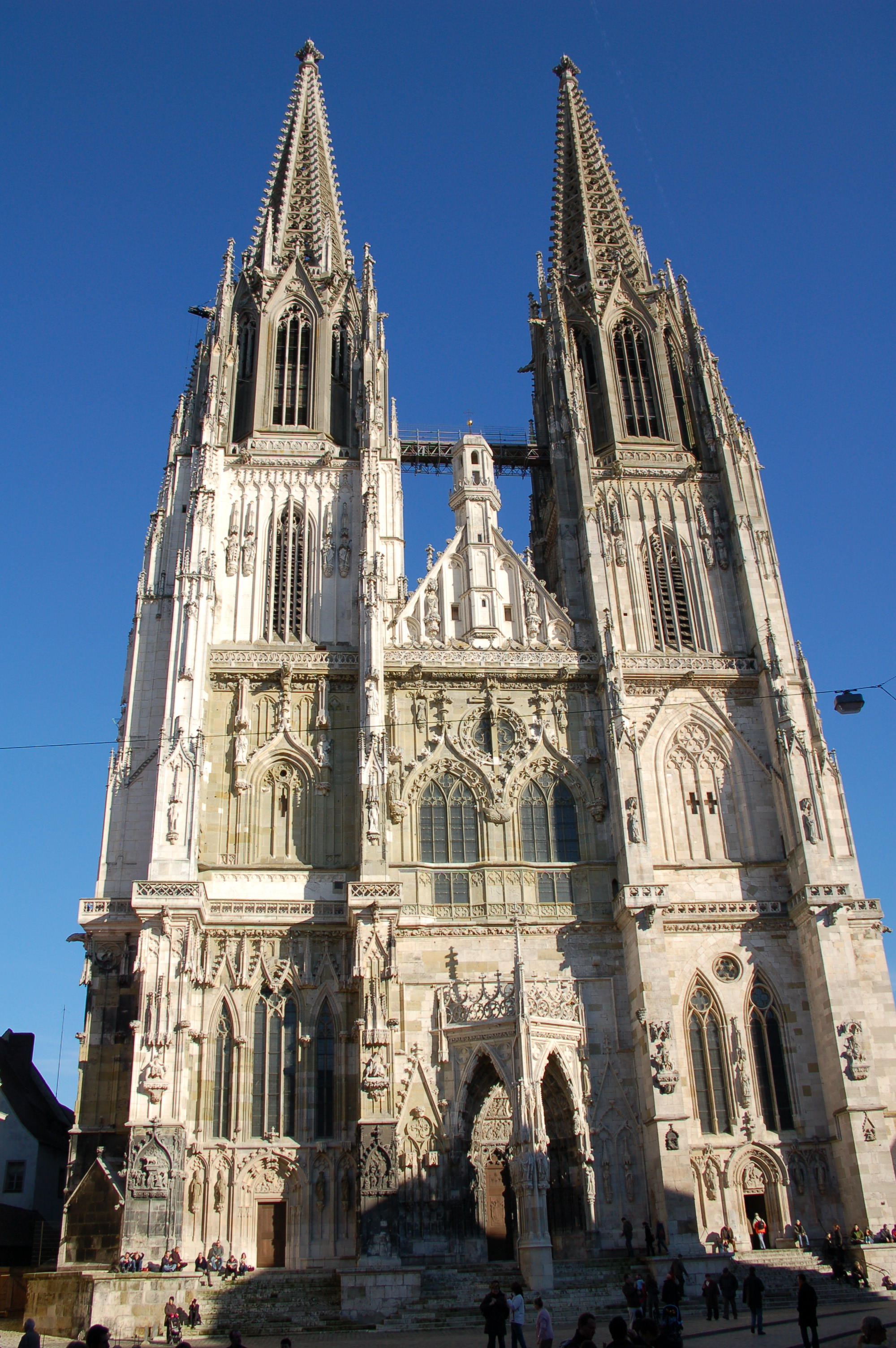
Собор Святого Петра, Регенсбург

Епархия Регенсбурга (лат. Dioecesis Ratisbonensis, нем. Bistum Regensburg) — епархия в составе архиепархии-митрополии Мюнхена и Фрайзинга Римско-католической церкви в Германии. В настоящее время епископом является Рудольф Водерхольцер. Вспомогательный епископ — Райнхард Паппенбергер. Почётные епископы — Манфред Мюллер, Герхард Людвиг Мюллер (архиепископ).
Клир епархии включает 1 026 священников (812 епархиальных и 214 монашествующих священников), 106 диаконов, 360 монахов, 1273 монахини.
Адрес епархии: Niedermunstergasse 1, Postfach 110163, D-93047 Regensburg, Bundesrepublik Deutschland.

## Территория
В юрисдикцию епархии входит 631 приход на востоке земли Бавария.
Все приходы объединены в 33 деканата.
Кафедра епископа находится в городе Регенсбург в церкви Святого Петра.

## История
B VII—VIII веке Регенсбург был центром евангелизации Баварии и местом миссионерской деятельности епископов святого Эммерана (652), святого Руперта (около 697), святого Эрарда (около 700 — 720) и блаженного Альберта (около 720).
В 739 году святой Бонифаций учредил в герцогстве Бавария четыре епархии: Регенсбургскую, Фрайзингскую, Пассаускую и Зальцбургскую.
В 798 году епархия Зальцбурга была возведена в ранг архиепархии-митрополии, и епархия Регенсбурга вошла в состав этой церковной провинции.
В IX веке из епархии Регенсбурга велась миссионерская деятельность среди западных славян на территории современных Чехии, Словакии и Венгрии. Первый успехом евангелизации было крещение епископом Батуриком четырнадцати чешских князей в 847 году.
В июне 880 года святой Мефодий, просветитель славян, был избран первым епископом Моравии и Паннонии, с кафедрой в городе Нитра. Епархия Нитры была выделена из территории епархии Регенсбурга, а затем то же самое имело место и с новой епархией Праги, основанной в 973 году.
В 975—976 году был основан знаменитый хор собора в Регенсбурге — Domspatzen Regensburger.
В X и XI веках в епархии появились монастыри бенедиктинцев, а следом — монастыри кармелитов, доминиканцев и францисканцев. В XIII веке епархия Регенсбурга получила статус церковного княжества Священной Римской империи.
В 1803 году Наполеон Бонапарт перевёл кафедру архиепархии Майнца в Регенсбург с титулом архиепископа Регенсбурга и примаса Германии. Эти решения были утверждены Папой Пием VII 1 февраля 1805 года буллой In universalis Ecclesiae.
В 1810 году при епископе-коадъюторе кардинале Жозефе Феше, дяде Наполеона Бонапарта, церковное княжество Регенсбург вошло в состав Королевства Баварии.
В 1817 году Регенсбургу вернули статус епархии и ввели в состав новой митрополии Мюнхена и Фрайзинга, по конкордату 1817—1818 года.

## Ординарии епархии
| - Святой Эммерам; - Святой Руперт; - Святой Эрхард; - Блаженный Альбарт; - Ратхарий; - Викперт; - Блаженный Гаубальд (739 — 23.12.761); - Зигерих (762—768); - Зимперт (768 — 29.09.791); - Адальвин (791 — 12.10.816/04.10.817); - Батурих (817 — 12.01.847); - Эрканфрид (847 — 01.08.864); - Эмбрихо(864 — 14.07.891); - Ансперт фон Фельден (891 — 12.03.893 или 894); - Блаженный Туто (893 или 894 — 10.10.930); - Изангрим (930 — 04.01.941); - Блаженный Гюнтер (941 — 08.10.941); - Михаэль (941 — 23.09.972); - Святой Вольфганг (972 — 31.10.994); - Гебхард I Швабский (994 — 27.03.1023); - Гебхард II фон Гогенварт (1023—1036); - Гебхард III фон Гогенлоэ (1036 — 02.12.1060); - Отто фон Риденбург (1060 — 06.07.1089); - Гебхард IV фон Гошам (1089 — 14.07.1105 или 1106); - Хартвиг I фон Шпанхайм (1106 — 03.03./17.05.1126); - Конрад I фон Райтенбух (1126 — 19.05.1132); - Генрих I фон Вольфрацхаузен (1132 — 10.05.1155); - Хартвиг II фон Ортенбург (1155 — 22.08.1164); - Эберхард Швабский (1164 — 24.08.1167); - Конрад II фон Райтенбух (17.10.1167 — 11.06.1185); - Готтфрид фон Шпиценберг (1185—1187); - Конрад III фон Лайхлинг (03.03.1187 — 23.04.1204); - Конрад IV фон Фронтенхаузен (23.04.1204 — 09.04.1226); - Зигфрид (10.06.1227 — 19.03.1246); - Альберт I фон Питенгау (1247—1259); - Святой Альберт II Великий (05.01.1260 — 1262) — доминиканец; - Лео Тундорфер (11.05.1262 — 12.07.1277); - Генрих II фон Роттенекк (18.08.1277 — 26.07.1296); - Конрад V фон Луппург (01.08.1296 — 26.01.1313); - Николаус фон Штаховиц (09.04.1313 — 11.10.1340); - Генрих фон Штайн (1340—1345); - Фридрих I фон Цоллерн-Нюрнберг (08.03.1342 — 1365); - Sede vacante (1365—1368); - Конрад VI фон Хаймберг (04.12.1368 — 31.07.1381); | - Теодерих фон Абенсберг (1381 — 05.11.1383); - Иоганн I фон Мосбург (16.10.1384 — 25.04.1409); - Альберт III фон Штауфенберг (24.07.1409 — 10.07.1421); - Иоганн II фон Штрайтберг (24.09.1421 — 01.04.1428); - Конрад VII фон Зост (16.06.1428 — 10.05.1437); - Фридрих II фон Парсберг (28.06.1437 — 28.02.1450); - Фридрих III фон Планкенфельс (23.03.1450 — 24.05.1457); - Рупрехт I фон Байерн-Мосбах (04.09.1457 — 01.09.1465); - Генрих IV фон Ансберг (03.01.1466 — 26.07.1492); - Рупрехт II Баварский (26.07.1492 — 19.04.1507); - Иоганн III Пфальцский (27.10.1507 — 03.02.1538); - Панкрац фон Зинценхофен (15.11.1538 — 24.07.1548); - Георг Маршалк фон Паппенхайм (05.10.1548 — 10.12.1563); - Вайт фон Фраунберг (21.06.1564 — 21.01.1567); - Давид Кёльдерер фон Бургшталь (24.01.1569 — 22.06.1579); - Филипп Баварский (14.07.1579 — 18.05.1598); - Зигмунд Фридрих фон Фуггер (26.10.1598 — 05.11.1600); - Вольфганг II фон Хаузен (14.01.1602 — 03.09.1613); - Альберт IV фон Тёрринг-Штайн (17.02.1614 — 12.04.1649); - Франц Вильгельм фон Вартенберг (12.04.1649 — 01.12.1661); - Йоханн Георг фон Герберштайн (09.04.1663 — 12.06.1663); - Адам Лоренц фон Тёрринг-Штайн (11.02.1664 — 16.08.1666); - Гвидобальд фон Тун (16.03.1667 — 01.06.1668); - Альберт Сигизмунд Баварский (03.06.1669 — 04.11.1685); - Иосиф Клеменс Баварский (04.11.1685 — 1716); - Клеменс Август Баварский (19.05.1716 — 06.04.1719) — назначен епископом Мюнстера; - Иоганн Теодор Баварский (14.10.1721 — 23.02.1727) — назначен епископом Фрайзинга; - Иоганн Теодор Баварский (23.02.1727 — 27.01.1763) — апостольский администратор; - Клеменс Венцеслав Саксонский (04.05.1764 — 14.03.1768) — назначен епископом Трира; - Антон Игнац фон Фуггер (12.06.1769 — 15.02.1787); - Максимилиан Прокоп фон Тёрринг (28.09.1787 — 30.12.1789); - Йозеф Конрад фон Шроффенберг (21.06.1790 — 04.04.1803); - Карл Теодор фон Дальберг (01.02.1805 — 10.02.1817); - Йоханн Непомук фон Вольф (13.09.1821 — 23.08.1829); - Йоханн Михаэль фон Зайлер (23.10.1829 — 29.05.1832); - Георг Михаэль Виттман (25.07.1832 — 08.03.1833); - Франц Ксавер фон Швебль (17.03.1833 — 12.07.1841); - Валентин фон Ридель (12.09.1841 — 06.11.1857); - Игнатиус фон Зенестрей (27.01.1858 — 16.08.1906); - Антониус фон Хенле (18.10.1906 — 11.10.1927); - Михаэль Бухбергер (19.12.1927 — 10.06.1961); - Рудольф Грабер (28.03.1962 — 14.09.1981); - Манфред Мюллер (16.06.1982 — 15.01.2002); - Герхард Людвиг Мюллер (01.10.2002 — 02.07.2012) — назначен префектом Конгрегации доктрины веры; - Рудольф Водерхольцер (06.12.2012 — по настоящее время). |  |

## Статистика
На конец 2010 года из 1 686 000 человек, проживающих на территории епархии, католиками являлись 1 230 586 человек, что соответствует 73,0 % от общего числа населения епархии.
| год  | население | население | население | священники | священники        | священники         | священники                           | постоянные диаконы | монахи  | монахи  | приходы |
| год  | католики  | всего     | %         | всего      | белое духовенство | черное духовенство | число католиков на одного священника | постоянные диаконы | мужчины | женщины | приходы |
| ---- | --------- | --------- | --------- | ---------- | ----------------- | ------------------ | ------------------------------------ | ------------------ | ------- | ------- | ------- |
| 1949 | 1.224.482 | 1.474.752 | 83,0      | 1.513      | 1.221             | 292                | 809                                  |                    | 700     | 4.150   | 532     |
| 1970 | 1.331.104 | 1.555.104 | 85,6      | 1.376      | 1.126             | 250                | 967                                  |                    | 541     | 4.335   | 773     |
| 1980 | 1.352.888 | 1.585.621 | 85,3      | 1.355      | 1.090             | 265                | 998                                  | 16                 | 471     | 3.550   | 625     |
| 1990 | 1.313.561 | 1.544.450 | 85,1      | 1.227      | 999               | 228                | 1.070                                | 28                 | 416     | 2.674   | 629     |
| 1999 | 1.337.920 | 1.586.288 | 84,3      | 1.131      | 923               | 208                | 1.182                                | 56                 | 335     | 1.961   | 630     |
| 2000 | 1.342.528 | 1.594.376 | 84,2      | 1.116      | 909               | 207                | 1.202                                | 62                 | 321     | 1.853   | 630     |
| 2001 | 1.343.131 | 1.594.979 | 84,2      | 1.092      | 891               | 201                | 1.229                                | 67                 | 320     | 1.810   | 630     |
| 2002 | 1.342.671 | 1.619.388 | 82,9      | 1.092      | 883               | 209                | 1.229                                | 73                 | 314     | 1.701   | 631     |
| 2003 | 1.339.097 | 1.615.814 | 82,9      | 1.091      | 873               | 218                | 1.227                                | 79                 | 323     | 1.686   | 631     |
| 2004 | 1.345.022 | 1.643.587 | 81,8      | 1.067      | 864               | 203                | 1.260                                | 86                 | 294     | 1.573   | 631     |
| 2010 | 1.230.586 | 1.686.000 | 73,0      | 1.026      | 812               | 214                | 1.199                                | 106                | 360     | 1.273   | 631     |